# Pensione
La pensione è una obbligazione che consiste in una rendita vitalizia o temporanea corrisposta a una persona fisica in base a un rapporto giuridico con l'ente o la società che è obbligata a corrisponderla per la tutela del rischio di longevità o di altri rischi (invalidità, inabilità, superstiti, indiretta).
Il sistema pensionistico pubblico (es. in Italia INPS, INPGI, Inarcassa v. enti previdenziali o in Svizzera AVS) è finanziato con l'imposizione fiscale, da cui deriva il termine obbligatorio, ossia con l'obbligo di pagare agli enti previdenziali i contributi obbligatori per le assicurazioni obbligatorie i quali assumono la forma di imposte dirette o imposte indirette a seconda dei soggetti contribuenti. Nel caso di gestioni in deficit il finanziamento è integrato con ulteriori trasferimenti dalla fiscalità generale.
Da ciò discende che le pensioni erogate dagli enti pubblici si pagano con le imposte e che la spesa pensionistica fa parte della spesa corrente primaria del bilancio dello Stato valutata complessivamente nel conto economico consolidato delle amministrazioni pubbliche.
La pensione, quando viene pagata con il patrimonio di previdenza accantonato es. fondi pensione, prende il nome di pensione complementare.
La Sorveglianza sui sistemi assicurativi (rami vita e danni), e pensionistici dell'Unione europea è affidata alla EIOPA, attiva dal 2011.
Le prime ricevute pensionistiche in Italia risalgono comunque a prima del 1800 già nel Granducato di Toscana sono numerose le testimonianze di pensioni militari e civili.

## La pensione nei rapporti giuridici
La pensione è una rendita vitalizia o temporanea corrisposta a una persona fisica in base a un rapporto giuridico con l'ente o la società che è obbligata a corrisponderla.
Nel caso di rapporto giuridico di diritto pubblico, la pensione è corrisposta da una pubblica amministrazione, sia essa con personalità giuridica pubblica o privata, e si configura come una prestazione previdenziale per il soddisfacimento di un interesse pubblico.
Nel caso di rapporto giuridico di diritto privato la pensione è corrisposta come corrispettivo di un contratto di assicurazione di diritto privato.

### Il caso del rapporto giuridico di diritto pubblico per la tutela di diritti sociali
Il rapporto giuridico che contempla la pensione come prestazione per la tutela dei diritti sociali, rientra nella teoria costituzionale nel diritto della previdenza sociale, considerata una branca del diritto pubblico.
Nel rapporto giuridico obbligatorio per la tutela dei diritti sociali, i soggetti sono l'ente previdenziale, persona giuridica e il cittadino o il lavoratore o società con persona giuridica privata.
Il rapporto giuridico obbligatorio, in una prima fase, è quello tra ente impositore e contribuente e ha lo scopo di finanziare il sistema pensionistico pubblico.
Il rapporto giuridico obbligatorio, in una seconda fase, riguarda l'ente erogatore di un servizio pubblico, ovvero di una prestazione legata a diritti sociali, e il cittadino che possiede specifici requisiti, fruitore del servizio pubblico sotto forma di pensione.
Gli enti previdenziali, che gestiscono il servizio pensionistico pubblico, lo svolgono al di fuori del mercato e sono a tutti gli effetti pubbliche amministrazioni, anche se con persona giuridica privata.

### Il caso del rapporto giuridico di diritto privato con contratto di assicurazione
Il rapporto giuridico volontario che contempla la pensione, è relativo a un contratto di assicurazione trattato dal diritto delle assicurazioni.

## Il finanziamento delle pensioni
Il finanziamento delle pensioni avviene a seconda del tipo di rapporto giuridico da cui derivano e dal tipo di schema pensionistico utilizzato dall'ente gestore del sistema pensionistico cui si riferiscono.
La pensione, essendo una rendita vita natural durante, ha un costo che dovrà essere sostenuto dal gestore e che può essere valutato con la matematica attuariale calcolando la riserva matematica necessaria in un dato momento in cui è in essere il rapporto giuridico.
Si distinguono due sistemi di gestione: il sistema pensionistico senza copertura patrimoniale e il sistema pensionistico con copertura patrimoniale delle obbligazioni conseguenti alla concessione della pensione.

### Sistemi pensionistici senza copertura patrimoniale
Nel caso di sistemi pensionistici senza copertura patrimoniale, l'ente previdenziale gestore, non ha alcun patrimonio in contropartita alla riserva matematica somma di tutte le obbligazioni derivanti dalla legge speciale sulle assicurazioni sociali obbligatorie.
Il finanziamento avviene quindi secondo la legge con l'imposizione fiscale. L'INPS ad esempio nel 2012, a fronte di ca.... miliardi di euro di spesa pensionistica ha raccolto.... miliardi di euro con i contributi previdenziali e per la restante parte attraverso trasferimenti dello Stato, pertanto la spesa pensionistica dell'ente assume la stessa funzione di spesa pubblica come può essere la spesa per l'istruzione o le amministrazioni locali che in parte si finanziano con l'imposizione fiscale da loro imposta e in parte con i trasferimenti dello Stato.
In questo caso la sostenibilità fiscale dei sistemi pensionistici obbligatori deve essere valutata a livello statale.

### Sistemi pensionistici con copertura patrimoniale o a capitalizzazione
In questi sistemi il gestore amministra un patrimonio che deve garantire la somma delle riserve matematiche dei singoli rapporti giuridici in essere. Il rapporto giuridico prevede una prima fase dove il soggetto che sarà titolare di una rendita vita natural durante, versa al gestore dei premi assicurativi e che vanno a costituire delle riserve finanziarie, e una seconda fase, dove il gestore eroga la pensione attingendo alle riserve.
Esistono diversi schemi pensionistici che si distinguono per le modalità di calcolo dell'importo della pensione, sia per il finanziamento degli enti, nonché per i soggetti che si accollano i rischi finanziari del sistema.
Essi sono:
- schema pensionistico con formula delle rendite predefinita;
- schema pensionistico con formula della rendita predefinita sulla contribuzione e la crescita e senza patrimonio di previdenza.

## La pensione nell'ordinamento giuridico italiano

### La pensione come prestazione previdenziale
In Italia, la pensione del genere di prestazione previdenziale è prevista dall'art. 38 della Costituzione per le situazioni di bisogno indicate dalle leggi dello Stato. La corresponsione avviene per esigenze pubbliche legate alla sicurezza sociale. La pensione è gestita dai sistemi pensionistici pubblici per mezzo degli enti previdenziali e consiste in una rendita vitalizia o temporanea al permanere di condizioni particolari di bisogno secondo quanto stabilito dalle leggi speciali sulle assicurazioni sociali obbligatorie vigenti al momento della maturazione dei requisiti o dell'evento tutelato.
La pensione è la finalità delle assicurazioni sociali ossia quello di fornire un servizio pubblico agli iscritti all'AGO o sue forme sostitutive o esclusive, quindi su base obbligatoria, per le esigenze di vita, in caso di vecchiaia, invalidità o nel caso dei superstiti di pensionati (reversibilità, indiretta) previste dall'art. 38 della Costituzione. In Italia gli enti o istituti predisposti per la sua erogazione sono correntemente detti "enti previdenziali" e comprendono l'INPS e le casse professionali.
Le pensioni sono finanziate con le imposte ossia attraverso i contributi previdenziali e altri trasferimenti di risorse fiscali dal bilancio statale attraverso quindi la solidarietà intragenerazionale e intergenerazionale. In genere nei sistemi previdenziali obbligatori pubblici non vi è un accumulo di patrimoni per la copertura dei debiti previdenziali in quanto la gestione avviene con il sistema a ripartizione.
La pensione è quindi corrisposta in base alle leggi speciali sulle assicurazioni sociali obbligatorie vigenti che fissano i requisiti minimi di legge per accedervi e non è strettamente legata ai contributi previdenziali versati come ad esempio nel caso della pensione di vecchiaia determinata con il metodo di calcolo retributivo o con il metodo di calcolo contributivo a capitalizzazione simulata sulla crescita vigente in Italia.
Quindi, essendo regolata da leggi e non da contratti, la rendita rappresentata dalla pensione erogata dallo Stato o da altre pubbliche amministrazioni preposte, diventa uno strumento di politica economica e di politica di ridistribuzione dei redditi in quanto il vincolo insormontabile è dato dalle risorse statali provenienti dall'imposizione fiscale e non dal patrimonio accumulato.
Il libro bianco della Commissione Europea sulla previdenza parla quindi di sostenibilità fiscale dei sistemi pensionistici obbligatori.

### La pensione complementare
In Italia, la pensione basata su un rapporto giuridico volontario è denominata pensione complementare e consiste nella rendita corrisposta dalla previdenza complementare, strettamente legata ai premi assicurativi previsti nel contratto assicurativo di tipo privatistico.

### Tipologie
I tipi di pensione erogati dallo Stato italiano sono:
1. pensione di vecchiaia;
2. pensione di anzianità;
3. indennità di invalidità;
4. pensione di reversibilità;
5. pensione di guerra.

Se non si raggiungono i requisiti di legge per l'ottenimento della pensione, la forma di assistenza fornita dallo Stato è l'assegno sociale.
In sintesi, le cifre più importanti sono: raggiungimento dell'età di 66 anni e 7 mesi come requisito della pensione di vecchiaia; contributi per 42 anni e 6 mesi per ottenere la pensione di anzianità; ogni mensilità corrisponde al 71% dello stipendio medio corrisposto durante l'attività lavorativa; 448 euro di pensione sociale, 542 quella con contributi minimi (25 anni). Il sistema pensionistico italiano copre il 16,8% del PIL, per una spesa annua di 270 miliardi di euro.

### Pubbliche amministrazioni predisposte per l'erogazione delle pensioni
Le pubbliche amministrazioni che in Italia gestiscono il sistema previdenziale pubblico sono elencate tra quelle che fanno parte della previdenza di primo pilastro.
In particolare si distinguono:
- pubbliche amministrazioni di forma giuridica di diritto pubblico (regolate dalla legge);
- pubbliche amministrazioni di forma giuridica di diritto privato (regolate dalla legge, dagli statuti e dai regolamenti).

Ogni pubblica amministrazione ha regole diverse:
per quanto riguarda il rapporto con chi usufruisce del servizio:
- i requisiti di iscrizione obbligatoria;
- il livello e le modalità di contribuzione obbligatoria;
- le prestazioni previdenziali corrisposte.

per quanto riguarda la gestione finanziaria:
- gestione a ripartizione senza copertura (es. INPS);
- gestione a ripartizione a parziale copertura.

### La tassazione della pensione in Italia
La rendita pensionistica in Italia, per quanto riguarda la tassazione, è equiparata ai redditi IRPEF con alcune eccezioni.
La legge indica i redditi che non sono soggetti a contribuzione obbligatoria.

### Critiche all'informazione sulle pensioni in Italia

#### Critiche all'affermazione "La pensione è una retribuzione differita"
Sovente si sente l'affermazione che la pensione sarebbe una retribuzione differita, che deriva quindi dal contratto di lavoro e che dovrebbe essere agganciata alle retribuzioni correnti.
Tale orientamento è stato ribaltato dalla più recente sentenza della Corte dei Conti 951/2012 che afferma "non può essere applicato alla pensione sulla base della sua pretesa natura di retribuzione differita, poiché la pensione, pur presupponendo la avvenuta percezione della retribuzione, di cui rappresenta in termini contabili l'erogazione di un accantonamento, in termini giuridici e sociali rappresenta un istituto del tutto diverso, sostenuto e improntato a principi di mutua assistenza piuttosto che a quelli di garanzia della sinallagmaticità tra prestazione lavorativa e retribuzione, da cui deriva la garanzia della proporzionalità tra le due poste economiche."
La stessa sentenza ribadisce che non esiste una correlazione tra stipendio e pensione e che comunque la perequazione delle pensioni deve essere attuata nel "ragionevole bilanciamento del complesso dei valori e degli interessi costituzionali coinvolti (…), compresi quelli connessi alla concreta e attuale disponibilità delle risorse finanziarie e dei mezzi necessari per far fronte ai relativi impegni di spesa".
La stessa sentenza evidenzia che sopravvenuti mutamenti economici possono rendere non immediatamente attuabile la dichiarazione di principio dei Presidenti del Consiglio e dei Ministri degli affari sociali della Comunità Europea del 6 dicembre 1993 circa il mantenimento del potere d'acquisto delle pensioni.

#### Critiche all'affermazione "La pensione rappresenta il rendimento dei contributi versati"
Nei sistemi pensionistici detti "a capitalizzazione" e vigenti in alcuni Paesi, la pensione si ottiene dal rendimento dei contributi versati, più sovente come sola forma di integrazione e più raramente come sostituto delle pensioni pubbliche. In Italia, la pensione non corrisponde al rendimento dei contributi che un lavoratore ha versato in passato, ma è fissata dalla legge in base ad una certa formula.

#### Definizioni e complessi meccanismi di calcolo
I diversi ordinamenti degli Stati definiscono i meccanismi di calcolo. Vi sono criteri che bisogna conoscere per capire i meccanismi di calcolo, ricongiunzione, riscatto e totalizzazione sono parole chiave da comprendere.

## Storia
La pensione "nasce ancor prima del pubblico impiego come istituto giuridico, infatti già nel periodo delle monarchie assolute si aveva la «giubilazione»: una pensione che
veniva attribuita a chi aveva reso importanti servizi al sovrano o al paese o – in forma di sussidio – a chi aveva prestato i propri
servizi negli uffici governativi per tutta la vita. Era, sostanzialmente, una grazia sovrana, non dipendeva da nessun rapporto di diritto e sfuggiva ovviamente – anche là dove esisteva – al controllo pubblico".
Il primo atto legislativo di cui si ha conoscenza risale al 1812 nei regni di Napoli e di Sicilia con la Legge 4 ago. p. 124 che introdusse un fondo pensionistico per gli ufficiali e impiegati statali, per le vedove e per gli orfani.
Nel 1889 Otto Von Bismarck introdusse una previsione pensionistica per i dipendenti della pubblica amministrazione che garantiva la pensione ai lavoratori dipendenti e stabilì, appunto, l'età limite per usufruire di questo diritto. Da quel momento molti paesi industrializzati dell'Europa e gli Stati Uniti presero spunto dalle normative della Germania quando si trattò di regolamentare, sotto questo aspetto, il mondo del lavoro.
Il 14 agosto 1935 il presidente degli USA Franklin Delano Roosevelt firma il Social Security Act che prevedeva il pagamento di un'indennità di disoccupazione e di una somma a vita per i lavoratori che avevano raggiunto l'età pensionabile. La legge creava il primo sistema pensionistico, a conclusione dei lavori della commissione parlamentare presieduta dall'economista Edwin E. Witte.
La legge istituiva la Social Security, organo di proprietà statale che aveva il compito di gestire il sistema pensionistico. Il sistema pensionistico statunitense funzionava secondo uno schema a ripartizione, ancora vigente, per il quale i contributi erano a carico per metà del lavoratore, e per l'altra metà, a carico del datore di lavoro. La trattenuta iniziale sul salario era del 2%, progressivamente aumentata nel tempo.
I primi contributi pensionistici iniziarono a essere versati nel 1937, e il primo assegno pensionistico fu staccato il 1º giugno 1940 a Ida May Fuller, originaria di Brattleboro nel Vermont.
Nel 1939, il Congresso approva tre emendamenti al Federal Insurance Contributions Act, creando la pensione di reversibilità per orfani e vedove, e la pensione minima anche per quanti non avevano contributi versati. Questo provvedimento permise l'accesso ai benefici pensionistici anche a larghe fasce della popolazione, che avevano vissuto la Grande depressione.

### In Italia

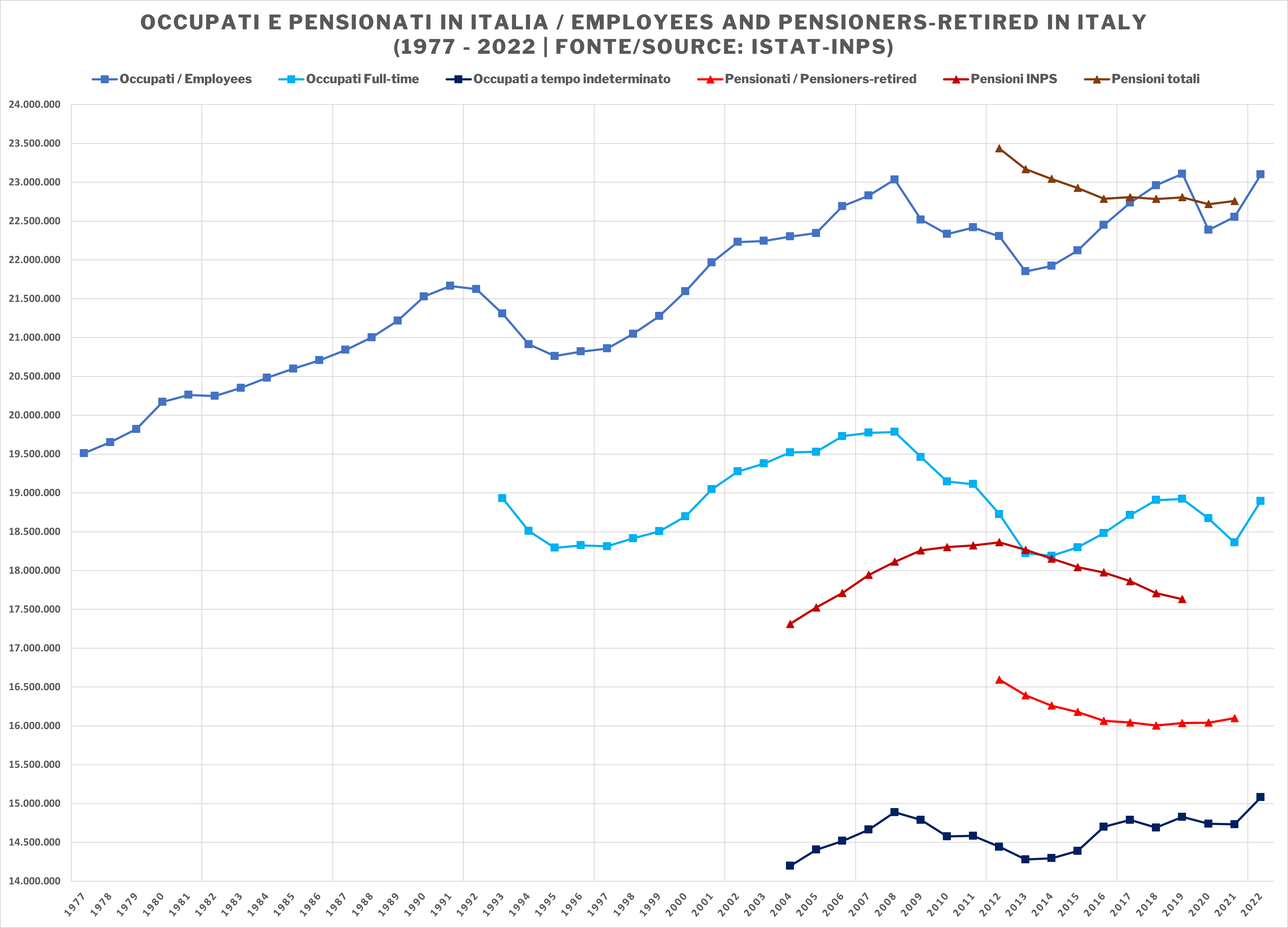
Occupati, pensioni e pensionati - Italia (1977 - 2022; ISTAT e INPS).

La previdenza sociale dopo l'unità nasce nel 1898 con la fondazione della "Cassa nazionale di previdenza per l'invalidità e la vecchiaia degli operai", l'iscrizione a tale istituto diventa obbligatoria solo nel 1919, anno in cui l'istituto cambia nome in "Cassa Nazionale per le Assicurazioni Sociali". Nel 1933 la CNAS diventerà Istituto Nazionale Fascista per la Previdenza Sociale. La pensione sociale viene introdotta solo nel 1969. Esistono inoltre Enti previdenziali per specifiche categorie di lavoratori (giornalisti, notai, avvocati, commercialisti).

## Pilastri
La maggior parte dei sistemi pensionistici nazionali si basa su regimi multi-pilastro per garantire maggiore flessibilità e sicurezza finanziaria agli anziani rispetto alla dipendenza da un unico sistema. In generale, ci sono tre funzioni principali dei sistemi pensionistici: funzioni di risparmio, redistribuzione e assicurazione. Secondo il rapporto della Banca Mondiale intitolato “Averting the Old Age Crisis”, i paesi dovrebbero prendere in considerazione la separazione delle funzioni di risparmio e redistribuzione, quando creano sistemi pensionistici, e collocarli sotto diversi accordi finanziari e gestionali in tre pilastri principali.
I pilastri della sicurezza del reddito per la vecchiaia:
| Proprietà     | Pilastro obbligatorio a gestione pubblica                      | Pilastro obbligatorio a gestione privata           | Pilastro volontario                                |
| ------------- | -------------------------------------------------------------- | -------------------------------------------------- | -------------------------------------------------- |
| Finanziamento | Finanziato dalle tasse                                         | Regolamentato interamente finanziato               | Completamente finanziato                           |
| Modulo        | Verifica del reddito, pensione minima garantita o appartamento | Piano di risparmio personale o piano professionale | Piano di risparmio personale o piano professionale |
| Obiettivi     | Ridistributivo più coassicurazione                             | Risparmio più coassicurazione                      | Risparmio più coassicurazione                      |

Tuttavia, questa tipologia è piuttosto prescrittiva che descrittiva e la maggior parte degli specialisti solitamente assegna tutti i programmi pubblici al primo pilastro, compresi i programmi pubblici legati al reddito, il che non rientra nella definizione originale del primo pilastro.

### Pilastro zero
Questo pilastro non contributivo è stato introdotto solo di recente, con l’obiettivo di alleviare la povertà tra gli anziani e consentire condizioni fiscali. Di solito è finanziato dallo Stato e assume la forma di regimi pensionistici di base o di assistenza sociale. In alcune tipologie lo zero e il primo pilastro si sovrappongono.

### Primo pilastro
Il pilastro 1, a volte indicato come pilastro pubblico o primo livello, risponde all’obiettivo di prevenire la povertà degli anziani, fornire un reddito minimo assoluto basato sulla solidarietà e sostituire una parte del reddito pre-pensionamento a vita. È finanziato secondo un principio ridistributivo senza costituire grandi riserve e assume la forma di contributi obbligatori legati al reddito, come pensioni minime all’interno di piani legati al reddito o programmi mirati separati per il reddito pensionistico. Questi sono forniti dal settore pubblico e generalmente finanziati su base pay-as-you-go.

### Secondo pilastro
Il Pilastro 2, o secondo livello, costruito sulla base di piani a benefici definiti e a contribuzione definita con gestione indipendente degli investimenti, mira a proteggere gli anziani dalla povertà relativa e fornisce ai contribuenti prestazioni integrative al reddito del primo pilastro. Il secondo pilastro svolge quindi la funzione assicurativa. Oltre ai DB e ai DC, altre tipologie di regimi pensionistici del secondo pilastro sono i conti contingenti, noti anche come Notional Defined Contribution (implementati ad esempio in Italia, Lettonia, Polonia e Svezia) o i regimi pensionistici professionali (applicati, ad esempio, in Estonia, Germania e Norvegia).

### Terzo pilastro
Il terzo livello è costituito da contributi volontari in varie forme, inclusi piani di risparmio professionali o privati e prodotti per privati.

### Quarto Pilastro
Il quarto pilastro è solitamente escluso dalle classificazioni poiché di solito non ha una base legale e consiste in "sostegno informale (come la famiglia), altri programmi sociali formali (come l'assistenza sanitaria o l'alloggio) e altri beni individuali (come la proprietà della casa e i mutui inversi)."
Questi cinque pilastri e i loro criteri principali sono riassunti nella tabella seguente da Holzmann e Hinz.
Tassonomia delle pensioni multipilastro:
| Pilastro | Obiettivi                                                                                       | Caratteristiche | Partecipazione       |
| -------- | ----------------------------------------------------------------------------------------------- | --- | -------------------- |
| 0        | Protezione dalla povertà degli anziani                                                          | Pensione "di base" o "sociale", almeno assistenza sociale, universale o soggetta a condizioni di reddito | Universale o residuo |
| 1        | Protezione dalla povertà degli anziani e livellamento dei consumi                               | Piano pensionistico pubblico, gestito pubblicamente, a prestazione definita o a contribuzione definita figurativa | Mandato              |
| 2        | Livellamento dei consumi e protezione dalla povertà degli anziani attraverso la pensione minima | Piani pensionistici professionali o personali, benefici definiti interamente finanziati o contribuzione definita interamente finanziata                                                                                       | Mandato              |
| 3        | Livellamento dei consumi                                                                        | Piani pensionistici professionali o personali, benefici definiti parzialmente o interamente finanziati o contribuzione definita finanziata                                                                                    | Volontario           |
| 4        | Protezione dalla povertà degli anziani e livellamento dei consumi                               | Accesso a programmi sociali informali (ad esempio sostegno familiare), ad altri programmi sociali formali (ad esempio sanità) e ad altre risorse finanziarie e non finanziarie individuali (ad esempio proprietà di una casa) | Volontario           |

## Nel mondo

### In Francia
In Francia dal 2030 l'età pensionabile minima è elevata a 64 anni e l'importo minimo dell'assegno previdenziale è pari a 1.200 euro.

### Sistemi pensionistici per paese[28][29]
| Paese                      | Pilastro 0                                                         | Pilastro 1                                                                      | Pilastro 2                                           | Pilastro 3 |
| -------------------------- | ------------------------------------------------------------------ | ------------------------------------------------------------------------------- | ---------------------------------------------------- | --- |
| Afghanistan                | NO                                                                 | Sistema di assicurazione sociale                                                | N / A                                                | N / A |
| Algeria                    | Assistenza sociale                                                 | Sistema di assicurazione sociale                                                | N / A                                                | N / A |
| Argentina                  | Pensione di base                                                   | Sistema di assicurazione sociale                                                | No, ha chiuso nel 2008                               | N / A |
| Armenia                    | Assistenza sociale                                                 | Sistema di assicurazione sociale                                                | Conti individuali obbligatori                        | Pensioni volontarie |
| Australia                  | Assistenza sociale                                                 | Sistema pensionistico professionale obbligatorio                                | N / A                                                | N / A |
| Austria                    | NO                                                                 | Sistema di assicurazione sociale                                                | Previdenza professionale                             | Pensioni private |
| Bahrein                    | NO                                                                 | Sistema di assicurazione sociale                                                | N / A                                                | N / A |
| Bangladesh                 | Assistenza sociale                                                 | N / A                                                                           | N / A                                                | N / A |
| Bielorussia                | Assistenza sociale                                                 | Sistema di assicurazione sociale                                                | N / A                                                | N / A |
| Bhutan                     | NO                                                                 | Sistema di fondi di previdenza                                                  | NO                                                   | N / A |
| Belgio                     | Assistenza sociale                                                 | Sistema di assicurazione sociale                                                | N / A                                                | N / A |
| Botswana                   | Pensione di base                                                   | NO                                                                              | NO                                                   | N / A |
| Brasile                    | Assistenza sociale                                                 | Sistema di assicurazione sociale                                                | N / A                                                | N / A |
| Brunei                     | Pensione di base                                                   | Sistema di fondi di previdenza                                                  | Conto individuale supplementare                      | N / A |
| Bulgaria                   | Assistenza sociale                                                 | Sistema di assicurazione sociale                                                | Conti individuali                                    | N / A |
| Burkina Faso               | NO                                                                 | Sistema di assicurazione sociale                                                | N / A                                                | N / A |
| Burundi                    | NO                                                                 | Sistema di assicurazione sociale                                                | N / A                                                | N / A |
| Camerun                    | NO                                                                 | Sistema di assicurazione sociale                                                | N / A                                                | N / A |
| Canada                     | Pensione di base                                                   | Piano pensionistico canadese                                                    | N / A                                                | Piano di risparmio previdenziale registrato |
| Repubblica Popolare Cinese | Assistenza sociale                                                 | Sistema di assicurazione sociale                                                | Conti individuali obbligatori                        | N / A |
| Repubblica Ceca            | Pensione di base                                                   | Sistema di assicurazione sociale                                                | No, cancellato nel 2016                              | Conti individuali volontari |
| Repubblica Dominicana      | Assistenza sociale                                                 | Conti individuali obbligatori                                                   | N / A                                                | N / A |
| El Salvador                | Assistenza sociale                                                 | Conti individuali obbligatori                                                   | N / A                                                | N / A |
| Estonia                    | Assistenza sociale                                                 | Sistema di assicurazione sociale                                                | Conti individuali obbligatori                        | Conti individuali volontari |
| eSwatini                   | Assistenza sociale                                                 | Sistema di fondi di previdenza                                                  | N / A                                                | N / A |

Primo pilastro del sistema pensionistico per paese (2019):* Verde: Pensione di base non contributiva * Azzurro chiaro: Conti individuali obbligatori * Azzurro scuro: Sistema di fondi di previdenza * Giallo: I lavoratori possono passare dal sistema di previdenza sociale ai conti individuali * Arancio: Sistema di assicurazione sociale

| Francia                    | Assistenza sociale                                                 | Sistema di assicurazione sociale                                                | Previdenza professionale obbligatoria                | - Previdenza privata collettiva volontaria - Previdenza privata volontaria |
| Georgia                    | Pensione di base                                                   | N / A                                                                           | N / A                                                | N / A |
| Germania                   | Assistenza sociale                                                 | Sistema di assicurazione sociale                                                | Assicurazione pensionistica professionale volontaria | Sistemi pensionistici privati |
| Hong Kong                  | Pensione di base                                                   | Sistema di fondi di previdenza                                                  | N / A                                                | N / A |
| Ungheria                   | Assistenza sociale                                                 | Fondo pensione privato                                                          | Fondo pensione volontario                            | N / A |
| India                      | Assistenza sociale                                                 | Fondo di previdenza obbligatorio                                                | Assicurazione pensionistica volontaria               | Piani pensionistici individuali privati |
| Repubblica d'Irlanda       | Pensione di base                                                   | Sistema di previdenza sociale Assicurazione sociale correlata alla retribuzione | Regimi pensionistici aziendali e professionali       | N / A |
| Italia                     | Assistenza sociale                                                 | Contributi definiti figurativi                                                  | N / A                                                | N / A |
| Giappone                   | N / A                                                              | N / A                                                                           | N / A                                                | N / A |
| Giordania                  | NO                                                                 | Sistema di assicurazione sociale                                                | N / A                                                | N / A |
| Kazakistan                 | Pensione di base                                                   | Conti individuali obbligatori                                                   | N / A                                                | N / A |
| Kenya                      | Trasferimento di contanti a persone anziane                        | Conti individuali obbligatori                                                   | NO                                                   | N / A |
| Kirghizistan               | Assistenza sociale                                                 | Contributi definiti figurativi                                                  | NO                                                   | N / A |
| Lettonia                   | Assistenza sociale                                                 | Contributi definiti figurativi                                                  | Conti individuali obbligatori                        | Conti individuali volontari |
| Lituania                   | Assistenza sociale                                                 | Sistema di assicurazione sociale                                                | Fondo pensione volontario                            | Conti individuali volontari |
| Lussemburgo                | NO                                                                 | Sistema di assicurazione sociale                                                | N / A                                                | N / A |
| Malawi                     | NO                                                                 | Conti individuali obbligatori                                                   | N / A                                                | N / A |
| Messico                    | Assistenza sociale                                                 | Conti individuali obbligatori                                                   | N / A                                                | N / A |
| Monaco                     | NO                                                                 | Sistema di assicurazione sociale                                                | NO                                                   | N / A |
| Mongolia                   | Assistenza sociale                                                 | Contributi definiti figurativi                                                  | N / A                                                | N / A |
| Marocco                    | NO                                                                 | Sistema di assicurazione sociale                                                | N / A                                                | N / A |
| Mozambico                  | Assistenza sociale                                                 | Sistema di assicurazione sociale                                                | N / A                                                | N / A |
| Namibia                    | Assistenza sociale                                                 | Sistema di assicurazione sociale                                                | N / A                                                | N / A |
| Nepal                      | Assistenza sociale                                                 | Sistema di fondi di previdenza                                                  | N / A                                                | N / A |
| Paesi Bassi                | Assistenza sociale                                                 | Sistema di assicurazione sociale                                                | Pensioni dei dipendenti privati                      | Pensioni private individuali |
| Nuova Zelanda              | Pensione di base                                                   | Conti individuali                                                               | N / A                                                | N / A |
| Nigeria                    | NO                                                                 | Conti individuali obbligatori                                                   | NO                                                   | N / A |
| Corea del Nord             | N / A                                                              | N / A                                                                           | N / A                                                | N / A |
| Norvegia                   | Pensione di base                                                   | Contributi definiti figurativi                                                  | Regimi pensionistici aziendali e professionali       | Pensioni individuali |
| Oman                       | NO                                                                 | Sistema di assicurazione sociale                                                | N / A                                                | N / A |
| Pakistan                   | NO                                                                 | Sistema di assicurazione sociale                                                | N / A                                                | N / A |
| Papua Nuova Guinea         | NO                                                                 | Il sistema pensionistico professionale obbligatorio                             | N / A                                                | N / A |
| Filippine                  | Assistenza sociale                                                 | Sistema di assicurazione sociale                                                | N / A                                                | N / A |
| Polonia                    | Pensioni di base per le madri di quattro o più figli da marzo 2019 | Contributi definiti figurativi                                                  | Fondi Pensione Aperti Volontari (OFE)                | Conti individuali volontari: - Programmi pensionistici aziendali e professionali (PPE) - Conti pensionistici individuali (IKE / IKZE) - Piani di capitale per i dipendenti (PPK) |
| Portogallo                 | Assistenza sociale                                                 | Sistema di assicurazione sociale                                                | N / A                                                | N / A |
| Qatar                      | NO                                                                 | Sistema di assicurazione sociale                                                | N / A                                                | N / A |
| Romania                    | NO                                                                 | Sistema di assicurazione sociale                                                | Conti individuali obbligatori                        | Conti individuali volontari |
| Russia                     | Pensione di base                                                   | Sistema di assicurazione sociale                                                | Fondi pensione obbligatori                           | Fondi pensione privati volontari |
| Ruanda                     | NO                                                                 | Sistema di assicurazione sociale                                                | N / A                                                | N / A |
| Arabia Saudita             | NO                                                                 | Sistema di assicurazione sociale                                                | N / A                                                | N / A |
| Senegal                    | NO                                                                 | Sistema di assicurazione sociale                                                | N / A                                                | N / A |
| Sierra Leone               | NO                                                                 | Sistema di assicurazione sociale                                                | N / A                                                | N / A |
| Singapore                  | Assistenza sociale                                                 | Sistema di fondi di previdenza                                                  | N / A                                                | N / A |
| Slovacchia                 | Pensione di base                                                   | Sistema di assicurazione sociale                                                | Conti individuali volontari                          | N / A |
| Slovenia                   | Assistenza sociale                                                 | Sistema di assicurazione sociale                                                | N / A                                                | N / A |
| Isole Salomone             | NO                                                                 | Sistema di fondi di previdenza                                                  | N / A                                                | N / A |
| Sudafrica                  | Pensione di base                                                   | N / A                                                                           | N / A                                                | N / A |
| Corea del Sud              | Assistenza sociale                                                 | Sistema di assicurazione sociale                                                | N / A                                                | N / A |
| Sudan del Sud              | NO                                                                 | NO                                                                              | NO                                                   | N / A |
| Spagna                     | Assistenza sociale                                                 | Sistema di assicurazione sociale                                                | N / A                                                | N / A |
| Sri Lanka                  | NO                                                                 | Sistema di fondi di previdenza                                                  | Fondo integrativo                                    | N / A |
| Svezia                     | Pensione di base                                                   | Contributi definiti figurativi                                                  | Conti individuali obbligatori                        | N / A |
| Svizzera                   | N / A                                                              | Sistema di assicurazione sociale                                                | Sistema pensionistico professionale obbligatorio     | Fondi pensione volontari e assicurazioni con polizze di dotazione con agevolazioni fiscali                                                                                       |
| Sudan                      | NO                                                                 | Sistema di assicurazione sociale                                                | N / A                                                | N / A |
| Siria                      | N / A                                                              | N / A                                                                           | N / A                                                | N / A |
| Taiwan                     | Assistenza sociale                                                 | Sistema di assicurazione sociale                                                | Conti individuali obbligatori                        | N / A |
| Tanzania                   | NO                                                                 | Sistema di assicurazione sociale                                                | N / A                                                | N / A |
| Tailandia                  | Assistenza sociale                                                 | Sistema di assicurazione sociale                                                | Fondo nazionale volontario di risparmio              | N / A |
| Turchia                    | Assistenza sociale                                                 | Sistema di assicurazione sociale                                                | N / A                                                | N / A |
| Turkmenistan               | Assistenza sociale                                                 | Contributi definiti figurativi                                                  | N / A                                                | N / A |
| Uganda                     | NO                                                                 | Sistema di fondi di previdenza                                                  | N / A                                                | N / A |
| Ucraina                    | Assistenza sociale                                                 | Sistema di assicurazione sociale                                                | Fondo pensione statale obbligatorio                  | Pensioni individuali volontarie |
| Emirati Arabi Uniti        | NO                                                                 | Sistema di assicurazione sociale                                                | N / A                                                | N / A |
| Regno Unito                | Pensione di base                                                   | Sistema di assicurazione sociale                                                | Schemi occupazionali                                 | Pensioni individuali volontarie: - Pensioni degli stakeholder - Pensioni personali collettive - Pensioni personali autoinvestite                                                 |
| Stati Uniti                | Assistenza sociale                                                 | Sistema di assicurazione sociale                                                | N / A                                                | N / A |
| Uruguay                    | Assistenza sociale                                                 | Sistema di assicurazione sociale                                                | Conti individuali obbligatori                        | N / A |
| Uzbekistan                 | Assistenza sociale                                                 | Conti individuali obbligatori                                                   | N / A                                                | N / A |
| Venezuela                  | Assistenza sociale                                                 | Sistema di assicurazione sociale                                                | N / A                                                | N / A |
| Vietnam                    | Assistenza sociale                                                 | Sistema di assicurazione sociale                                                | N / A                                                | N / A |
| Zambia                     | NO                                                                 | Sistema di assicurazione sociale                                                | N / A                                                | N / A |
| Zimbabwe                   | NO                                                                 | Sistema di assicurazione sociale                                                | N / A                                                | N / A |

### Età pensionabile nel mondo nel 2023[30]
| Stato | Genere | Età   |
| --- | ------ | ----- |
| Lesotho | Donne  | 70    |
| Lesotho | Uomini | 70    |
| Australia; Barbados; Danimarca; Francia; Grecia; Islanda; Israele; Italia; Norvegia; Spagna | Uomini | 67    |
| Australia; Barbados; Danimarca; Francia; Grecia; Islanda; Italia; Norvegia; Spagna | Donne  | 67    |
| Paesi Bassi | Uomini | 66.8  |
| Paesi Bassi | Donne  | 66.8  |
| Porto Rico; Stati Uniti | Uomini | 66.5  |
| Porto Rico; Stati Uniti | Donne  | 66.5  |
| Portogallo | Uomini | 66.3  |
| Portogallo | Donne  | 66.3  |
| Germania; Irlanda; Montenegro; San Marino; Regno Unito | Uomini | 66    |
| Germania; Irlanda; San Marino; Regno Unito | Donne  | 66    |
| Albania; Argentina; Austria; Azerbaigian; Bahamas; Belgio; Belize; Bosnia ed Erzegovina; Botswana; Brasile; Capo Verde; Canada; Cile; Costa Rica; Croazia; Cipro; Dominica; Estonia; Georgia; Honduras; Hong Kong; Ungheria; Giamaica; Giappone; Kosovo; Libia; Lussemburgo; Maldive; Mauritius; Messico; Micronesia; Nuova Zelanda; Perù; Filippine; Polonia; Romania; Serbia; Seychelles; Slovenia; Santa Lucia; Sudan; Svizzera; Trinidad e Tobago; Uruguay | Uomini | 65    |
| Bahamas; Belgio; Belize; Bosnia ed Erzegovina; Botswana; Canada; Costa Rica; Cipro; Dominica; Estonia; Hong Kong; Ungheria; Giamaica; Giappone; Kosovo; Lussemburgo; Maldive; Mauritius; Messico; Micronesia; Nuova Zelanda; Perù; Filippine; Seychelles; Slovenia; Santa Lucia; Sudan; Trinidad e Tobago; Uruguay | Donne  | 65    |
| Finlandia | Uomini | 64.8  |
| Finlandia | Donne  | 64.8  |
| Bulgaria; Lettonia; Lituania | Uomini | 64.6  |
| Lettonia | Donne  | 64.6  |
| Repubblica Ceca | Uomini | 64.4  |
| Antigua e Barbuda; Malta; Macedonia del Nord | Uomini | 64    |
| Antigua e Barbuda; Lituania; Malta; Svizzera | Donne  | 64    |
| Azerbaigian; Serbia | Donne  | 63.5  |
| Repubblica Slovacca | Uomini | 63.2  |
| Armenia; Bielorussia; Kazakistan; Kirghizistan; Isole Marshall; Mauritania; Moldavia; Palau; Singapore; Saint Vincent e Grenadine; Svezia; Tagikistan | Uomini | 63    |
| Armenia; Croazia; Isole Marshall; Mauritania; Palau; Singapore; Saint Vincent e Grenadine; Svezia | Donne  | 63    |
| Repubblica Ceca | Donne  | 62.8  |
| Israele | Donne  | 62.7  |
| Montenegro | Donne  | 62.5  |
| Repubblica Slovacca | Donne  | 62.2  |
| Romania | Donne  | 62.1  |
| Colombia; Panama; Sao Tome e Principe; Saint Kitts e Nevis | Uomini | 62    |
| Brasile; Bulgaria; Macedonia del Nord; Saint Kitts e Nevis | Donne  | 62    |
| Mongolia; Federazione Russa | Uomini | 61.5  |
| Albania | Donne  | 61.5  |
| Kazakistan | Donne  | 61    |
| Vietnam | Uomini | 60.75 |
| Moldavia | Donne  | 60.5  |
| Algeria; Angola; Bahrein; Benin; Brunei; Burundi; Cambogia; Camerun; Repubblica Centrafricana; Ciad; Cina; Repubblica Democratica del Congo; Costa d'Avorio; Gibuti; Repubblica Dominicana; Ecuador; Egitto; El Salvador; Guinea Equatoriale; Etiopia; Gambia; Ghana; Grenada; Guatemala; Guinea-Bissau; Guyana; Iran; Iraq; Giordania; Kenya; Corea; Laos; Liberia; Madagascar; Malaysia; Mali; Marocco; Mozambico; Namibia; Nepal; Nicaragua; Niger; Oman; Pakistan; Paraguay; Qatar; Ruanda; Arabia Saudita; Senegal; Sierra Leone; Suriname; Siria; Tanzania; Timor Est; Togo; Tonga; Tunisia; Turchia; Ucraina; Emirati Arabi Uniti; Uzbekistan; Vanuatu; Venezuela; Yemen; Zambia; Zimbabwe | Uomini | 60    |
| Argentina; Austria; Bahrein; Benin; Brunei; Burundi; Capo Verde; Cambogia; Camerun; Repubblica Centrafricana; Ciad; Cile; Repubblica Democratica del Congo; Costa d'Avorio; Gibuti; Repubblica Dominicana; Ecuador; Egitto; Guinea Equatoriale; Etiopia; Gambia; Georgia; Ghana; Grenada; Guatemala; Guinea-Bissau; Guyana; Honduras; Kenya; Corea; Liberia; Libia; Madagascar; Malaysia; Mali; Marocco; Namibia; Nepal; Nicaragua; Niger; Paraguay; Polonia; Qatar; Ruanda; Arabia Saudita; Senegal; Sierra Leone; Suriname; Tanzania; Timor Est; Togo; Tonga; Tunisia; Ucraina; Emirati Arabi Uniti; Vanuatu; Zambia; Zimbabwe                                                                  | Donne  | 60    |
| Bolivia; Comore; India | Uomini | 58    |
| Angola; Bielorussia; Comore; India; Kirghizistan; Tagikistan; Turchia | Donne  | 58    |
| Colombia; Repubblica Democratica del Congo; Gabon; Panama; Sao Tome e Principe | Donne  | 57    |
| Repubblica Democratica del Congo; Gabon | Uomini | 57    |
| Mongolia; Federazione Russa | Donne  | 56.5  |
| Burkina Faso; Indonesia | Uomini | 56    |
| Bolivia; Burkina Faso; Indonesia; Vietnam | Donne  | 56    |
| Algeria; El Salvador; Figi; Guinea; Haiti; Iran; Iraq; Giordania; Laos; Mozambico; Oman; Pakistan; Papua Nuova Guinea; Samoa; Siria; Thailandia; Uganda; Uzbekistan; Venezuela; Yemen | Donne  | 55    |
| Figi; Guinea; Haiti; Kuwait; Papua Nuova Guinea; Samoa; Sri Lanka; Thailandia; Uganda | Uomini | 55    |
| Swaziland; Kiribati; Malawi; Nigeria; Isole Salomone | Uomini | 50    |
| Cina; Swaziland; Kiribati; Kuwait; Malawi; Nigeria; Isole Salomone; Sri Lanka | Donne  | 50    |

### Leggi
- Costituzione della Repubblica Italiana
- Decreto legislativo 30 giugno 1994, n. 509, in materia di "Attuazione della delega conferita dall'art. 1, comma 32, della legge 24 dicembre 1993, n. 537, in materia di trasformazione in persone giuridiche private di enti gestori di forme obbligatorie di previdenza e assistenza."
- Decreto legislativo 10 febbraio 1996, n. 103, in materia di "Attuazione della delega conferita dall'art. 2, comma 25, della legge 8 agosto 1995, n. 335, in materia di tutela previdenziale obbligatoria dei soggetti che svolgono attività autonoma di libera professione."
- Legge 8 agosto 1995, n. 335, in materia di "Riforma del sistema pensionistico obbligatorio e complementare."
- Ministero del lavoro e della previdenza sociale - Decreto 29 novembre 2007 (PDF)[collegamento interrotto].
- Art. 22-ter del Decreto-legge 1 luglio 2009, n. 78 - Provvedimenti anticrisi, nonché proroga di termini
- Art. 12 del Decreto-legge 31 maggio 2010, n. 78 - Misure urgenti in materia di stabilizzazione finanziaria e di competitivita' economica.
- Decreto-legge 2 dicembre 2011, n. 201, articolo 24, in materia di "Disposizioni urgenti per la crescita, l'equita' e il consolidamento dei conti pubblici."

### News
- Andrea Telara, Pensioni, le vere vittime della riforma Fornero, in Panorama. URL consultato il 22 agosto 2013 (archiviato dall'url originale il 18 agosto 2013).
- (EN) Don Pittis, Workers not to blame for Quebec pension problem: Don Pittis, in CBC News. URL consultato il 22 agosto 2014.

### Sentenze
- Sentenza Corte dei Conti 951 2012 (PDF), su corteconti.it. URL consultato il 16 febbraio 2014 (archiviato dall'url originale il 23 settembre 2015).
- Sentenza Corte Costituzionale 501 1988, su giurcost.org. URL consultato il 16 febbraio 2014.

### Web
- Tipologie di pensioni: assistenza e consulenza alla domanda - Patronato INPAS
- Ecco quali sono i redditi esclusi dal versamento dei contributi, su lavorofisco.it. URL consultato il 25 settembre 2014 (archiviato dall'url originale il 29 ottobre 2014).
- La pensione ed il fisco (PDF), su pensionati.cna.it. URL consultato il 22 settembre 2014 (archiviato dall'url originale il 24 luglio 2015).
- Giusy Ascani, RILEVANZE ATTUARIALI E FINANZIARIE NELLA RIFORMA DELLE PENSIONI MONTI-FORNERO (PDF), su tesi.eprints.luiss.it. URL consultato il 25 giugno 2014.
- Tiziano Treu, Mario Carta, Pensioni, su treccani.it. URL consultato il 9 giugno 2014.
- Obbligazione contributiva dei lavoratori autonomi e subordinati e le liti fiscali, su leggioggi.it. URL consultato il 16 febbraio 2014.
- Potere giuridico-diritto soggettivo-interesse legittimo, su 75x.eu. URL consultato il 16 febbraio 2014 (archiviato dall'url originale il 22 febbraio 2014).
- R.D.L. n. 636 del 14 aprile 1939 (PDF), su espertorisponde.ilsole24ore.com. URL consultato il 20 aprile 2013 (archiviato dall'url originale il 9 aprile 2014).
- indennità, su treccani.it. URL consultato il 15 settembre 2013.
- Legge organica sull'Amministrazione civile del 12 dicembre 1816, su books.google.it. URL consultato il 12 giugno 2016.